# Josephine Haas

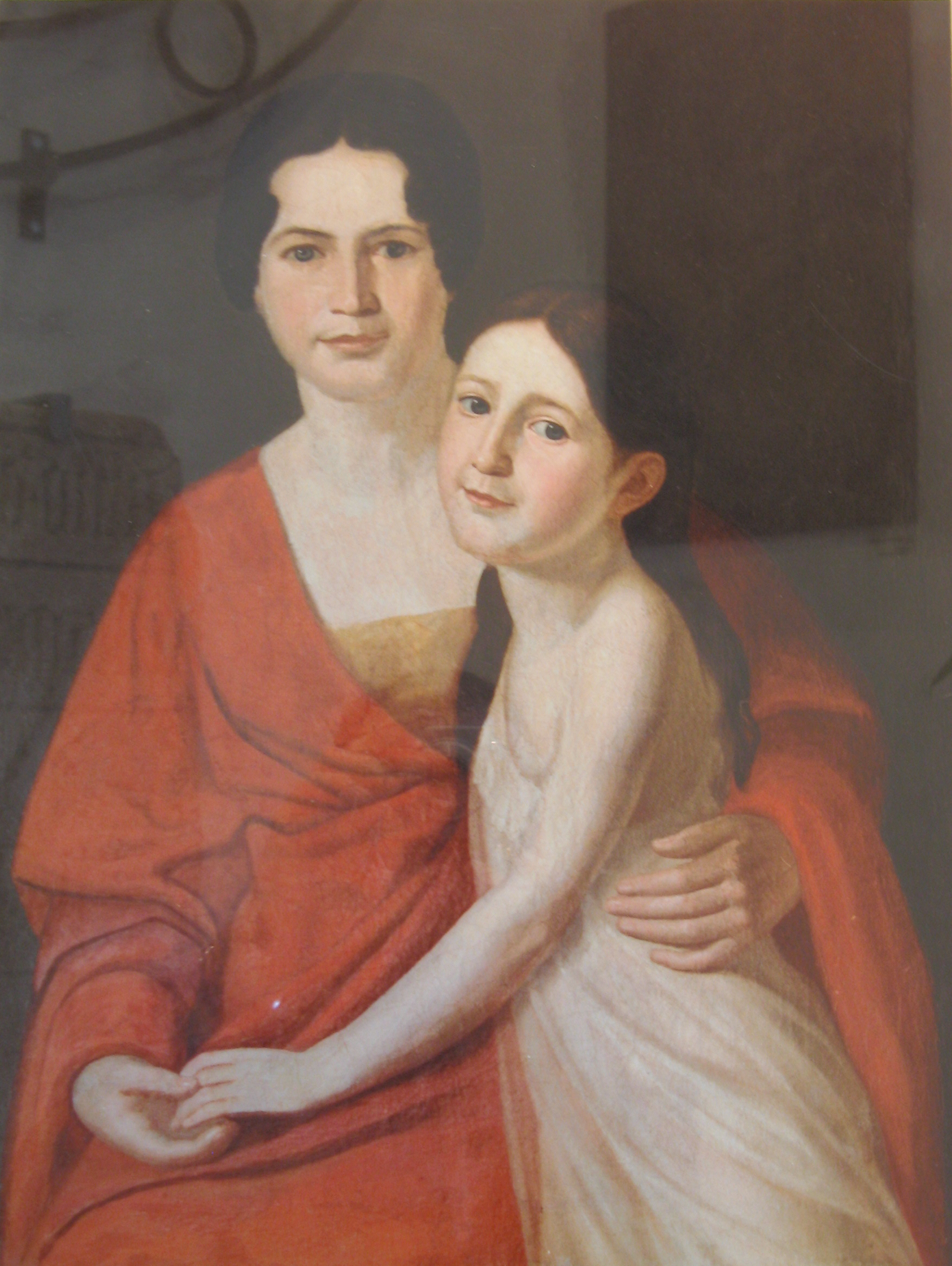
Josephine Haas mit ihrer Tochter Louise

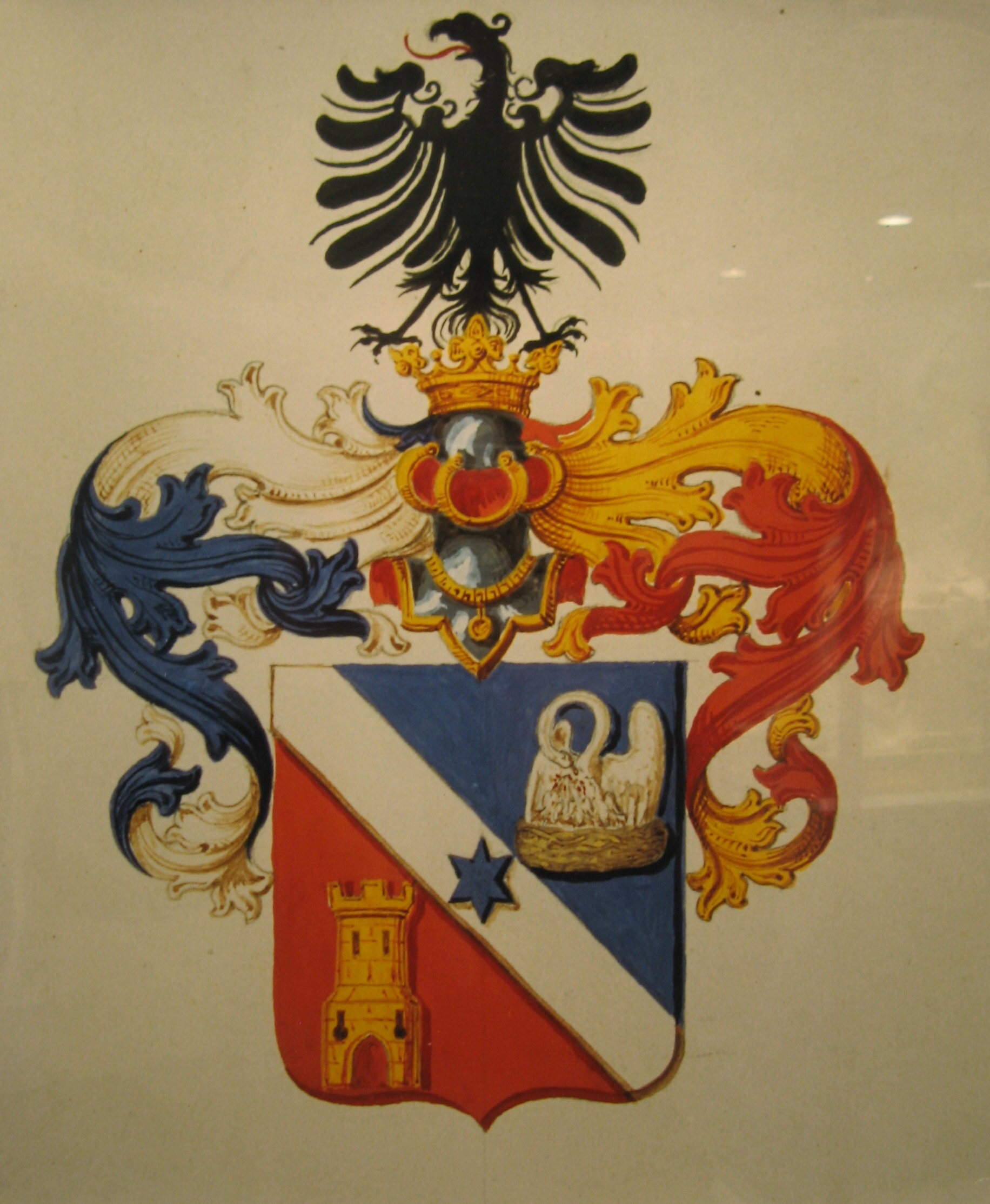
Wappen von Josephine Haas

Josefine Haas, seit 1844 geadelt unter dem Namen Josepha Haas von Längenfeld-Pfalzheim (* 25. März 1783 in Burglengenfeld; † 29. November 1846 in Wieden bei Wien), war eine deutsche Wohltäterin.

## Leben

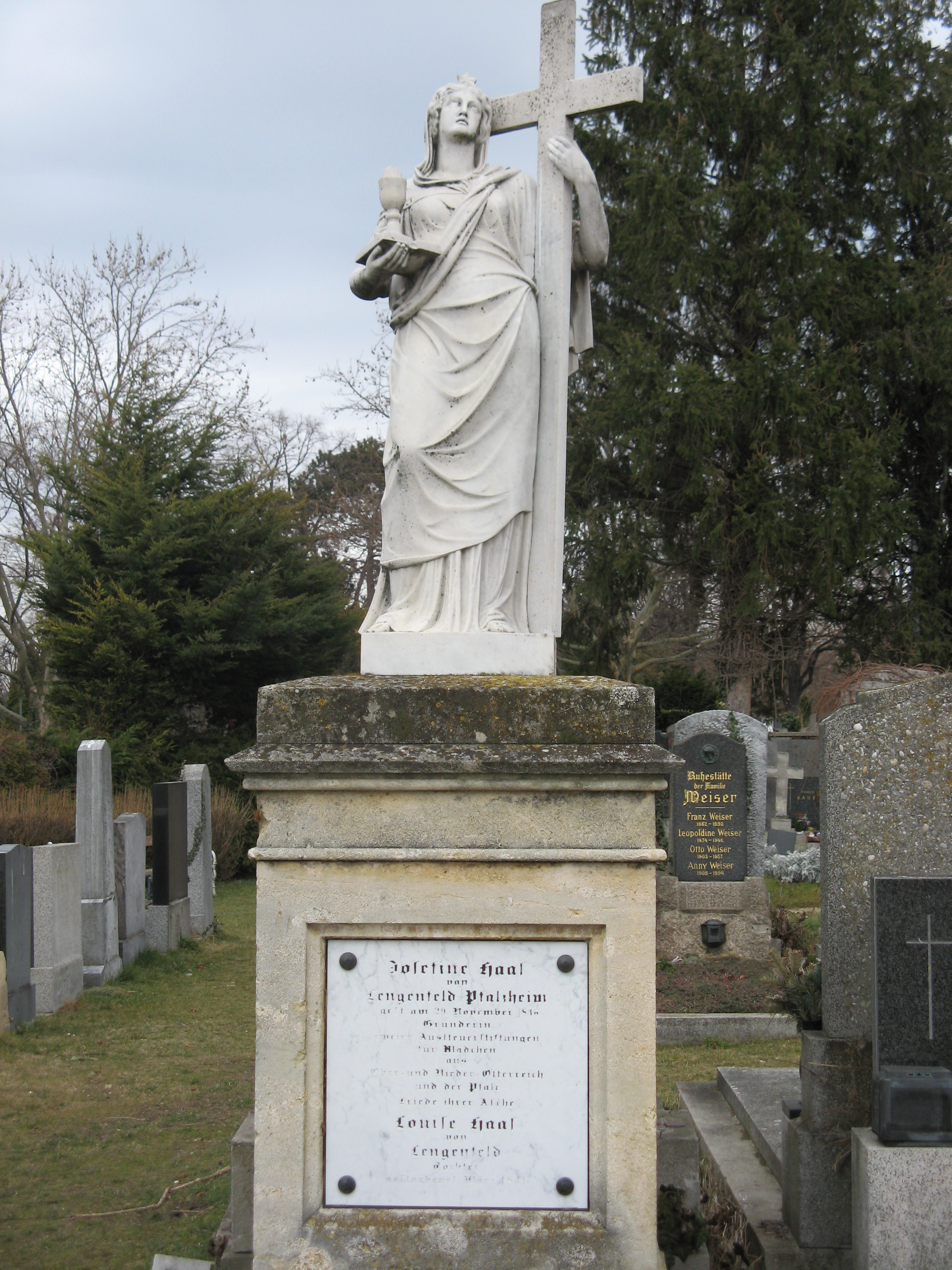
Grab auf dem Meidlinger Friedhof

Um das Leben von Josephine Haas ranken sich einige Legenden, die nur teilweise den historischen Dokumenten ihres Lebens entsprechen. So wurde bereits das Geburtsdatum vom Wiener Heimatforscher Karl Hilscher fälschlich mit 1782 angegeben, das sich seither in Nachschlagewerken hartnäckig hält und auch auf der Zusatztafel zum Straßenschild der Längenfeldgasse falsch steht.
Josephine Haas war die zweitälteste Tochter des Lehrers Joseph Sebastian Haas und der Gastwirtstochter Regina Meixner aus Burglengenfeld in der Oberpfalz. Nach dem Tod ihrer Eltern 1795 war sie Vollwaise und gezwungen, sich in einer der größeren Städte der Umgebung um eine Stellung umzusehen. Dabei soll sie nach der Überlieferung von dem Malteserritter Graf von Lerchenfeld aufgenommen worden sein, der in Wien bayerischer Gesandter war. Da eine normale Ehe wegen des Standesunterschiedes nicht möglich war, erfolgte wahrscheinlich eine Ehe „linker Hand“, d. h., dass die Braut durch die Ehe keinerlei Rechte auf Stellung, Titel oder Vermögen des Grafen erwarb.
Dennoch besaß Josephine Haas nach dem Tod ihres Mannes 1844 ein großes Vermögen, aus dem sie im gleichen Jahr eine Stiftung zur Aussteuer junger Mädchen in Burglengenfeld in Höhe von 240.000 Gulden zur Verfügung stellte. 1845 wurde sie dafür vom bayerischen König geadelt und erhielt ein eigenes Wappen. 1846 folgten weitere ähnliche Stiftungen für Mädchen, die nach Ober- und Niederösterreich heirateten, sowie zur Errichtung einer Kinderbewahranstalt in Gaudenzdorf bei Wien, wo sie wohnte. Während die österreichischen Stiftungen nach dem Ersten Weltkrieg zu Ende gingen, konnte die Stiftung in Burglengenfeld trotz zweier Inflationen seit 1961 alljährlich wieder ausgezahlt werden. Derzeit werden, nach einer behutsamen Modernisierung der Stiftungsbedingungen, jährlich Brautgeschenke in Höhe von je 800 EUR vergeben.
Josephine Haas von Längenfeld-Pfalzheim starb 1846 in ihrem Wohnhaus Wieden bei Wien und wurde auf dem Schmelzer Friedhof bestattet. Nach dessen Erlöschen 1900 wurde ihr Grab auf den Meidlinger Friedhof verlegt, auf dem es sich noch heute befindet. 1845 wurde eine Gedenktafel für die Wohltäterin im Bürgermeisteramt von Burglengenfeld errichtet. 1894 wurde die Längenfeldgasse in Wien-Meidling nach ihr benannt. 1905 erfolgte die Errichtung einer Gedenktafel im Kindergarten Haebergasse in Gaudenzdorf.